# Course de la Paix 1967
La Course de la Paix 1967 est la 20e édition de la course disputée entre les trois capitales d'Europe centrale et orientale. En 1967, elle s'affiche WBP, proposant le parcours Varsovie - Berlin - Prague. Comme lors de la précédente dizaine, le 20e anniversaire  se traduit par des invitations plus nombreuses. Dans le même temps, un effort de popularisation est fait auprès du public, soutenu par : 
- la parution aux éditions d'État de l'Allemagne orientale[1] d'un livre, Fahrt der Millionen, retraçant les 19 éditions précédentes de la course[2] ;
- l'émission par les Administrations postales des 3 pays concernés de timbres-poste marquant l'événement[3].

Les 20 équipes de 6 coureurs représentent un large panel des nations cyclistes, ou non. Ainsi la présence d'une équipe de Mongolie tient plus de la géopolitique que du sport. Un seul des six coureurs termine l'épreuve. Le continent américain est représenté par Cuba, l'Afrique de l'est par le Maroc et l'Algérie. Parmi les pays présents, deux sont rarement en ces lieux depuis 1948 : la Suisse, dont c'est la 5e participation, et, la République fédérale d'Allemagne, dont c'est la 3e participation.

## La course

### Traquenard ou erreur tactique?
Vainqueur trois ans plus tôt, le tchécoslovaque Jan Smolík dominait la course en Pologne et en Allemagne. Il entrait habillé de jaune dans son pays. Mais la 13e étape allait changer la donne. L'étape entre Plzen et Ustin Labem était redoutée. Le programme édité avant la course par le quotidien Neues Deutschland la signale bergig, montagneuse, et les difficultés commencent dès le km 26 avec une petite ascension. Le belge Marcel Maes aborde l'étape alors qu'il est classé second à 2 min 44 s du maillot jaune. Comme tous il sait que les pentes ne réussissent pas au rouleur tchèque. Il attaque, mais il n'est pas seul... Après la course les tchécoslovaques accusent allemands et polonais d'avoir roulé avec le belge. Le problème est pourtant simple, il tient au classement par équipes, auquel est accordé une importance égale à  celle de la première place individuelle. Or l'équipe de Tchécoslovaquie, était aussi en tête de ce classement ! Défendre les 2 trophées aurait nécessité une équipe plus forte. Or Pavel Dolezel, le meilleur coureur tchécoslovaque, derrière le leader Smolík, se retrouve dans un groupe de tête où il va rester, en compagnie de 4 allemands et 3 polonais, sans doute avec l'espoir de sauver la place de l'équipe. Groupe de tête composé de 16 hommes où 2 équipes décidées ont placé leurs leaders, et où le second du classement général trouve naturellement aide par concordance des objectifs. 16 hommes, dont Klaus Ampler et Gainan Saidschushin, habitués de la course, Jan Magiera, le leader de l'équipe polonaise et des hommes rompus aux coups tactiques tel le roumain Gabriel Moiceanu. Le rouleur français Henri Heintz fait aussi partie du groupe des 16. Au soir de cette étape Smolik arrivé 8 minutes après les premiers, perd le maillot jaune. L'équipe tchécoslovaque perd globalement 12 minutes, et laisse la première place du challenge collectif à la Pologne. Marcel Maes est alors le premier coureur belge à remporter la Course de la Paix. Il le demeure.

### Les étapes
| #  | Date   | Villes étapes                        | km       | Vainqueur        | Leader        |
| -- | ------ | ------------------------------------ | -------- | ---------------- | ------------- |
| 1  | 10 mai | Circuit autour de Varsovie (POL)     | 112      | Jan Smolík       | Jan Smolík    |
| 2  | 11 mai | Kutno (POL) - Poznań (POL)           | 176      | Manfred Dähne    | Manfred Dähne |
| 3  | 12 mai | Poznań (POL) - Bydgoszcz (POL)       | 134      | Jan Smolík       | Manfred Dähne |
| 4  | 13 mai | Bydgoszcz (POL) - Slupsk (POL)       | 210      | Rainer Marks     | Rainer Marks  |
| 5  | 14 mai | Slawno (POL) - Koszalin (POL)        | 42 (clm) | Henri Heintz     | Jan Smolík    |
| 6  | 14 mai | Koszalin (POL) - Szczecin (POL)      | 160      | Jan Serpenti     | Jan Smolík    |
| 7  | 16 mai | Szczecin (POL) - Berlin (RDA)        | 157      | Zenon Czechowski | Jan Smolík    |
| 8  | 17 mai | Berlin (RDA) - Leipzig (RDA)         | 206      | Piet Tesselaar   | Jan Smolík    |
| 9  | 18 mai | Leipzig (RDA) - Halle (RDA)          | 40 (clm) | Marcel Duchemin  | Jan Smolík    |
| 10 | 18 mai | Halle (RDA) - Gera (RDA)             | 112      | Laszlo Pavlic    | Jan Smolík    |
| 11 | 19 mai | Gera (RDA) - Karl-Marx-Stadt (RDA)   | 180      | Piet Tesselaar   | Jan Smolík    |
| 12 | 20 mai | Karl-Marx-Stadt (RDA) - Plzen (TCH)  | 170      | Jean-Marie Gorez | Jan Smolik    |
| 13 | 22 mai | Plzen (TCH) - Ústí nad Labem (TCH)   | 170      | Rainer Marks     | Marcel Maes   |
| 14 | 23 mai | Ústí nad Labem (TCH) - Liberec (TCH) | 128      | William Bisland  | Marcel Maes   |
| 15 | 24 mai | Liberec (TCH) - Hradec Kralove (TCH) | 155      | Zenon Czechowski | Marcel Maes   |
| 16 | 25 mai | Hradec Kralove (TCH) - Prague (TCH)  | 147      | Hans Tesselaar   | Marcel Maes   |

## Le classement général
|     | Cycliste            | Équipe          |    | Temps            |
| --- | ------------------- | --------------- | -- | ---------------- |
| 1.  | Marcel Maes         | Belgique        | en | 55 h 23 min 39 s |
| 2.  | Angel Kirilov       | Bulgarie        | +  | 5 min 09 s       |
| 3.  | Jan Magiera         | Pologne         |    | 6 min 34 s       |
| 4.  | Jan Smolík          | Tchécoslovaquie |    | 7 min 23 s       |
| 5.  | Günther Hoffmann    | RDA             |    | 7 min 27 s       |
| 6.  | Andrzej Blawdzin    | Pologne         |    | 7 min 44 s       |
| 7.  | Henri Heintz        | France          |    | 8 min 48 s       |
| 8.  | Pavel Dolezel       | Tchécoslovaquie |    | 9 min 21 s       |
| 9.  | Rainer Marks        | RDA             |    | 11 min 41 s      |
| 10. | Gainan Saidschushin | URSS            |    | 13 min 07 s      |

## Les classements annexes

### Classement du plus combatif
|   | Cycliste      | Points |
| - | ------------- | ------ |
| 1 | Manfred Dähne | 28     |
| 2 | Janos Juszko  | 27     |
| 3 | Marcel Maes   | 25     |

### Classement du meilleur grimpeur
|   | Cycliste         | Points |
| - | ---------------- | ------ |
| 1 | Marcel Maes      | 42     |
| 2 | Piet Tesselaar   | 29     |
| 2 | Andrzej Blawdzin | 18     |

### Classement par équipes
|   | Équipe          | Temps                |
| - | --------------- | -------------------- |
| 1 | Pologne         | en 166 h 26 min 57 s |
| 2 | RDA             | + 4 min 12 s         |
| 3 | Tchécoslovaquie | + 11 min 41 s        |
| 4 | Bulgarie        | + 20 min 55 s        |
| 5 | URSS            | + 38 min 54 s        |